# Osmery (Osmery)
Osmery ist eine ehemalige französische Gemeinde mit 238 Einwohnern (Stand: 1. Januar 2021) im Département Cher in der Region Centre-Val de Loire; sie gehörte zum Arrondissement Saint-Amand-Montrond. Die Einwohner werden Ulméraciens und Ulméraciennes genannt.
Der Erlass des Präfekten vom 19. September 2023 legte mit Wirkung zum 1. Januar 2024 die Eingliederung des Orts Osmery zusammen mit der früheren Gemeinde Lugny-Bourbonnais ohne Status einer Commune déléguée zur neuen, gleichnamigen Commune nouvelle Osmery fest.

## Geografie
Osmery liegt etwa 25 Kilometer südöstlich von Bourges und etwa 26 Kilometer nordwestlich von Saint-Amand-Montrond.
Umgeben wird Osmery von den Nachbargemeinden und dem gemeinsamen Ortsteil der Commune Nouvelle:
| Vornay | Jussy-Champagne                             | Raymond                                           |
|        | Kompassrose, die auf Nachbargemeinden zeigt | Lugny-Bourbonnais (Ortsteil der Commune Nouvelle) |
| Bussy  | Lantan                                      | Blet                                              |

## Bevölkerungsentwicklung

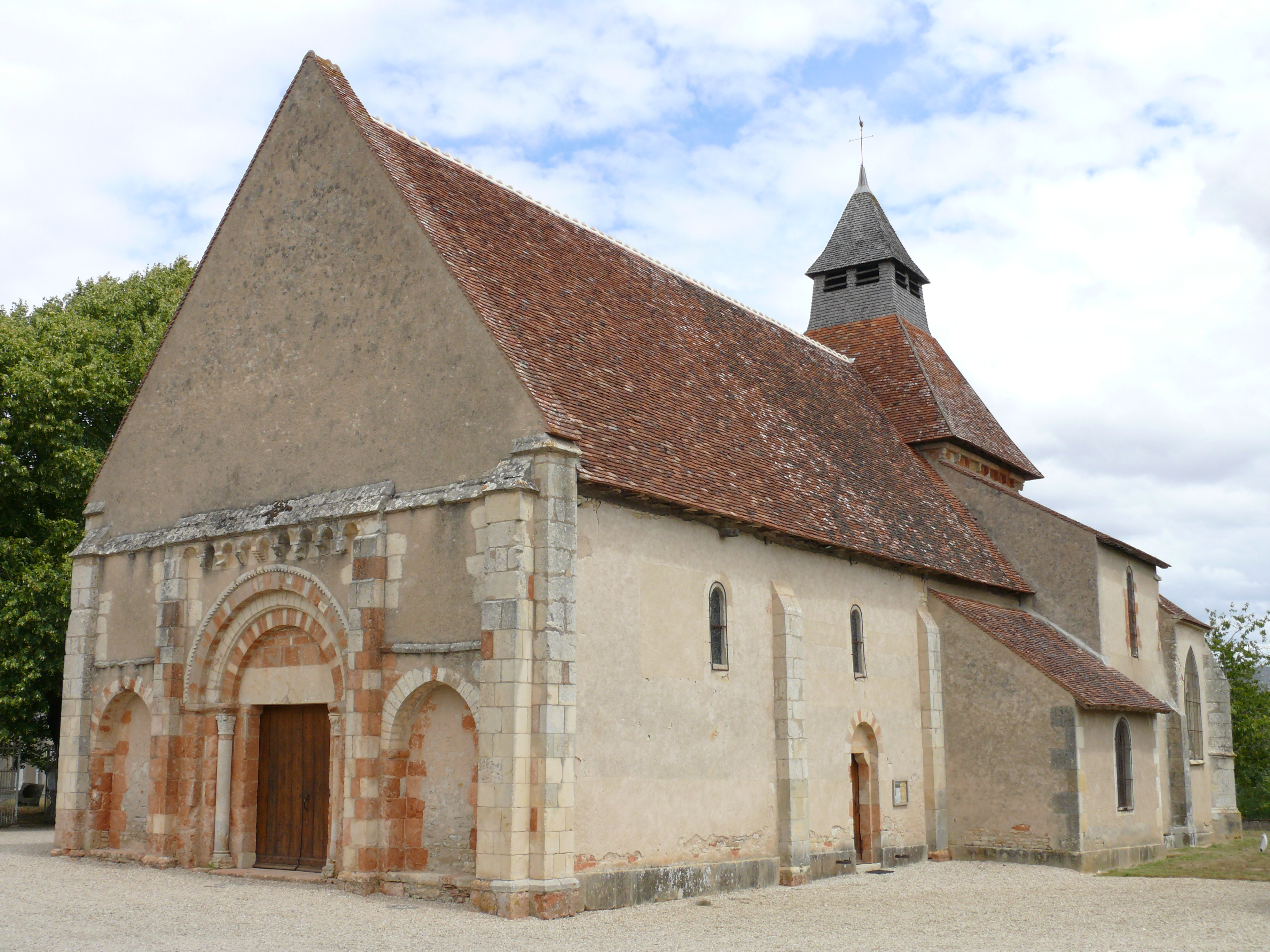
Kirche Saint-Julien

| Osmery: Einwohnerzahlen von 1793 bis 2021                                                                                  | Osmery: Einwohnerzahlen von 1793 bis 2021 | Osmery: Einwohnerzahlen von 1793 bis 2021 | Osmery: Einwohnerzahlen von 1793 bis 2021 | Osmery: Einwohnerzahlen von 1793 bis 2021 |
| --- | ----------------------------------------- | ----------------------------------------- | ----------------------------------------- | ----------------------------------------- |
| Jahr |                                           |                                           |                                           | Einwohner                                 |
| 1793 | 1793                                      |                                           | 611                                       | 611                                       |
| 1800 | 1800                                      |                                           | 612                                       | 612                                       |
| 1806 | 1806                                      |                                           | 664                                       | 664                                       |
| 1821 | 1821                                      |                                           | 572                                       | 572                                       |
| 1831 | 1831                                      |                                           | 597                                       | 597                                       |
| 1836 | 1836                                      |                                           | 582                                       | 582                                       |
| 1841 | 1841                                      |                                           | 607                                       | 607                                       |
| 1846 | 1846                                      |                                           | 609                                       | 609                                       |
| 1851 | 1851                                      |                                           | 632                                       | 632                                       |
| 1856 | 1856                                      |                                           | 675                                       | 675                                       |
| 1861 | 1861                                      |                                           | 667                                       | 667                                       |
| 1866 | 1866                                      |                                           | 641                                       | 641                                       |
| 1872 | 1872                                      |                                           | 565                                       | 565                                       |
| 1876 | 1876                                      |                                           | 550                                       | 550                                       |
| 1881 | 1881                                      |                                           | 576                                       | 576                                       |
| 1886 | 1886                                      |                                           | 548                                       | 548                                       |
| 1891 | 1891                                      |                                           | 550                                       | 550                                       |
| 1896 | 1896                                      |                                           | 526                                       | 526                                       |
| 1901 | 1901                                      |                                           | 503                                       | 503                                       |
| 1906 | 1906                                      |                                           | 569                                       | 569                                       |
| 1911 | 1911                                      |                                           | 581                                       | 581                                       |
| 1921 | 1921                                      |                                           | 543                                       | 543                                       |
| 1926 | 1926                                      |                                           | 510                                       | 510                                       |
| 1931 | 1931                                      |                                           | 480                                       | 480                                       |
| 1936 | 1936                                      |                                           | 468                                       | 468                                       |
| 1946 | 1946                                      |                                           | 463                                       | 463                                       |
| 1954 | 1954                                      |                                           | 451                                       | 451                                       |
| 1962 | 1962                                      |                                           | 435                                       | 435                                       |
| 1968 | 1968                                      |                                           | 419                                       | 419                                       |
| 1975 | 1975                                      |                                           | 371                                       | 371                                       |
| 1982 | 1982                                      |                                           | 309                                       | 309                                       |
| 1990 | 1990                                      |                                           | 276                                       | 276                                       |
| 1999 | 1999                                      |                                           | 254                                       | 254                                       |
| 2006 | 2006                                      |                                           | 244                                       | 244                                       |
| 2015 | 2015                                      |                                           | 274                                       | 274                                       |
| 2021 | 2021                                      |                                           | 238                                       | 238                                       |
| Quelle(n): EHESS/Cassini bis 1999, INSEE ab 2006 Anmerkung(en): Ab 1962 offizielle Zahlen ohne Einwohner mit Zweitwohnsitz |                                           |                                           |                                           |                                           |

## Sehenswürdigkeiten
Die Kirche Saint-Julien stammt aus der Mitte des 12. Jahrhunderts und hat ihre ursprüngliche romanische Bauweise beibehalten. Im 15. Jahrhundert wurden zwei Seitenkapellen mit Blick auf die Querschiffkreuzung angebaut. Im Jahr 1901 stürzte die Spitze des Glockenturms ein. Sie ist seit 1932 als Monument historique klassifiziert.